# Tancredi Mosti Trotti Estense
Tancredi Mosti Trotti Estense (Ferrara, 8 febbraio 1826 – Ferrara, 16 maggio 1903) è stato un politico, militare e patriota italiano, senatore del Regno d'Italia dalla XVI legislatura.

## Biografia

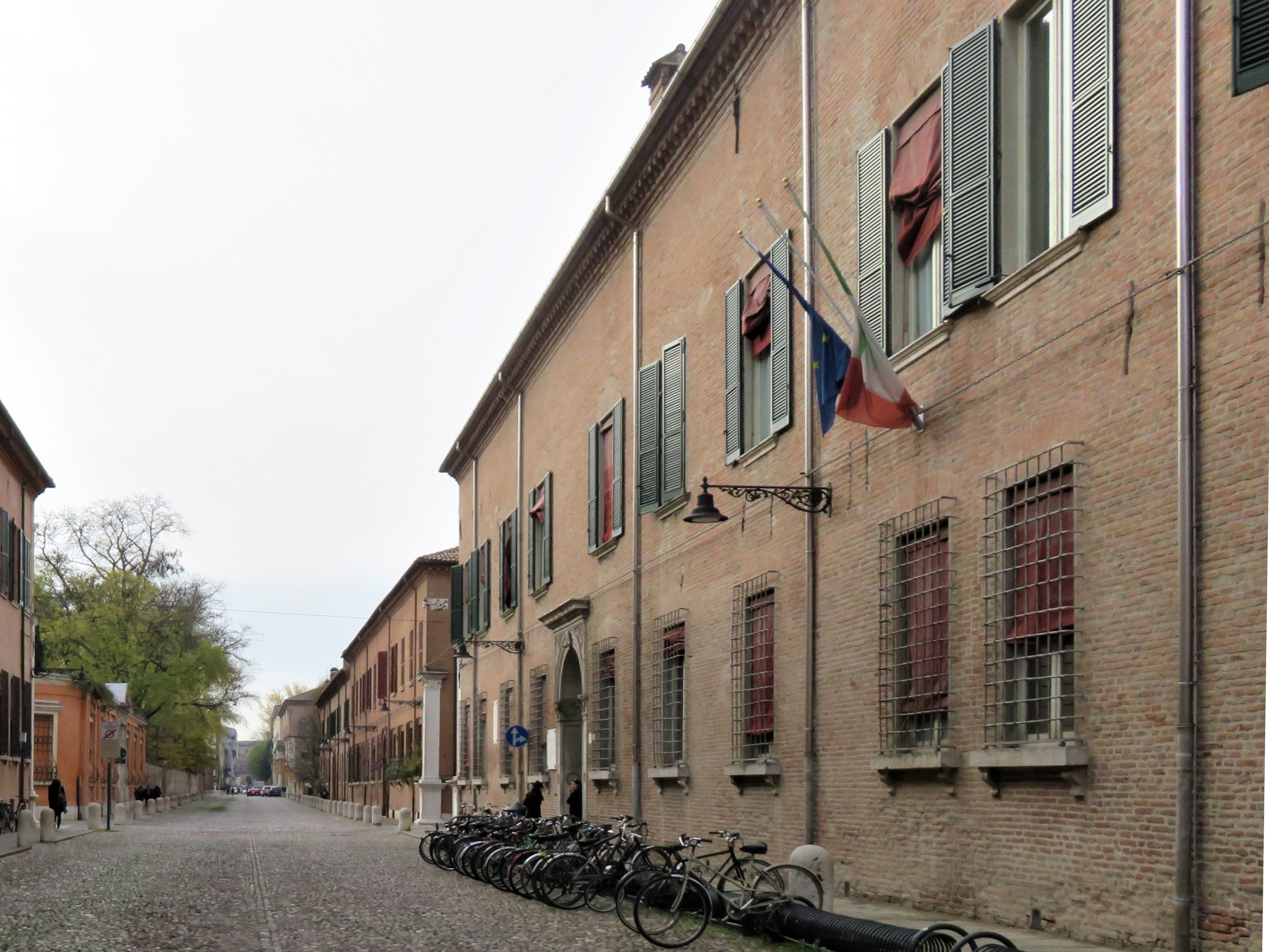
Palazzo Trotti Mosti, dove visse il senatore.

Figlio del marchese Ercole Trotti Mosti Estense (di Ferrara) e della marchesa Gianna Maffei (di Verona), ebbe due sorelle e un fratello: Malvina, Emma e Guelfo.
Durante la Prima guerra d'indipendenza, al comando dei Bersaglieri del Po da lui formati, combatté sotto il generale Giovanni Durando nel contingente pontificio nelle Operazioni militari in Veneto (1848)